# My Engineer〜華麗なる工学部〜
My Engineer〜華麗なる工学部〜（マイエンジニア かれいなるこうがくぶ、タイ語: My Engineer มีช็อปมีเกียร์มีเมียรึยังวะ、マイ エンジニア）は、クーパー・パトラパシット・ナ・ソンクラーとポーイ・クリサナポン・スントーンチャチャウェーが主演する2020年にタイで放送されたテレビドラマシリーズで、『SOTUS/ソータス』の監督でもあるリット・サマジャーンが監督を務めている。   番組は2020年3月14日から5月30日に放送され、2021年に続編『My Engineer 2』が公開予定となっている。 また、2020年6月13日から6月27日までの間に、YouTubeにて『My Engineer Summer Trip』と題したキャストの旅行に密着した3つのエピソードが公開されている。

## キャラクターとキャスト
- ボーン役：クーパー・パトラパシット・ナ・ソンクラー
- デュアン役：ポーイ・クリサナポン・スントーンチャチャウェー
- キング役：タレイ・スグンディクン（レイ）
- ラム役：パース・ナクン・スクレイ
- ボス役：インタッチ・ナパット・チャルンポンパクディー
- メク役：ライアン・ポン
- フロン役：シェーン・ナチャポン・チェワパンヤロイ
- タラ役：MD・ナタポン・ピブンタナキエット
- ティー役：ソセーフ・アチャリ・シリブンピパタナー
- ティンティン役：ナム・カンクンナット
- タン役：ライス・ナティッド・カウィコンウォン
- プー役：トトー・スパタット・ポンチャイヤプーム
- ルー（ラムの弟）役：ディラン・アレクサンダー・ブライアント
- ダオニュア（デュアンの妹）役：マキ・マチダ・スティクンパニッ
- ベン（ボーンの従弟）役：エデン・セレロー
- フォン（ボスの元恋人）役：コッチャノック・スックタンウォン
- ファースト（フロンの弟）役：Thanyadit Thanatnat (Ko)
- カムファ（キングの姉）役：タック・ニーラモン・ブンサオチャイ
- ミル役：タイガー・タナワット・ハッチャリンハー
- デュアンの父親役：ジラパット・パングーン
- ラムの父親役：アー・ラッチャメット・チャイピチャヤーラット
- デュアンの母親役：アム・チョンワリー・チュティワッカチョンチャイ
- フロンの母親役：マニヤナン・リムサワット
- キングの母親役：スントゥリー・チョッパン

## 日本での展開

### 放送・配信
- 衛星劇場（CS）にて2020年11月23日より毎週月曜日23:00に2話連続放送。
- U-NEXTにて2021年3月1日12:00より独占配信開始。[7]
- BS11にて2022年1月9日より毎週日曜日25:05に放送。

### Blu-ray
- 2021年5月7日　カルチュア・パブリッシャーズよりBlu-ray BOX発売。[8]